# 永久浓汤
永久浓汤（英語：perpetual stew）是一种以锅盛载，可以将任何食品放进去的菜式。它很少会完全耗尽，而食材和液体会按需要补充。适当煮熟的永久浓汤能维持数十年甚至更长。这个概念一般是中世纪旅馆的常见元素。在永久浓汤中准备的食品可能因各种食品的味道杂糅而产生浓郁的味道。永久浓汤可包含的食材包括根莖類蔬菜、块茎（洋葱、胡萝卜、大蒜、欧防风、芜菁等）和各种肉类。
法国佩皮尼昂相传有一锅永久浓汤从15世纪一直延续到了二战时期，由于德国占领缺乏食材才停止。
现存的永久浓汤有日本浅草一家叫做Otafuku的关东煮铺（1945年至今）和泰国曼谷Wattana Panich的牛羊肉汤面（1974年至今）。